# Дронжджево-Мале
Дронжджево-Мале (пол. Drążdżewo Małe) — село в Польщі, у гміні Красносельц Маковського повіту Мазовецького воєводства.
Населення — 182 особи (2011).
У 1975-1998 роках село належало до Остроленцького воєводства.

## Демографія
Демографічна структура станом на 31 березня 2011 року:
|          | Загалом | Допрацездатний вік | Працездатний вік | Постпрацездатний вік |
| -------- | ------- | ------------------ | ---------------- | -------------------- |
| Чоловіки | 84      | 18                 | 51               | 15                   |
| Жінки    | 98      | 27                 | 53               | 18                   |
| Разом    | 182     | 45                 | 104              | 33                   |